# الحركة السياسية للمواطنين من أجل بوكايا
الحركة السياسية للمواطنين من أجل بوكايا (بالإسبانية Movimiento Politico Ciudadanos por Bocaya) هي حزب سياسي في كولومبيا. في الانتخابات التشريعية التي أجريت في 10 مارس 2002، فاز الحزب كواحد من العديد من الأحزاب الصغيرة بالتمثيل البرلماني.